# 알막툼 스타디움
알막툼 스타디움(아랍어: ملعب آل مكتوم, 영어: Al-Maktoum Stadium)은 아랍에미리트 두바이에 위치한 다목적 경기장이다. 이 경기장은 주로 주로 축구 경기에 사용된다. 알나스르의 홈구장으로 사용되고 있다. 수용 인원은 10,750명이다.
2019년 AFC 아시안컵을 위해 시설 개선하였으며, 1996년 AFC 아시안컵와 2003년 FIFA 세계 청소년 축구 선수권 대회과 같은 국제 축구 대회가 열린 경기장이기도 하다.